# Pikometer
Píkometer (oznaka pm) je izpeljana enota mednarodnega sistema enot za dolžino, enaka 10-12 m. Tisočkrat večja enota je nanometer, tisočkrat manjša pa femtometer. Enota ångström, ki ni del mednarodnega sistema enot, je stokrat večja od pikometra.